# Tatsuya Morishige
Tatsuya Morishige (森重 達也 Morishige Tatsuya?), född 21 oktober 1971 i Kagoshima prefektur, är en japansk tidigare fotbollsspelare.
Morishige började sin karriär 1994 i Cerezo Osaka. Han avslutade karriären 1995.